# Bertrand Damaisin
Bertrand Damaisin, född den 27 oktober 1968 i Lyon, Frankrike, är en fransk judoutövare.
Han tog OS-brons i herrarnas halv mellanvikt i samband med de olympiska judotävlingarna 1992 i Barcelona.